# صفية سلطان
صفية سلطان (وتعني بالتركية العثمانية "الطاهرة")، (وُلدت حوالي عام 1550 وتوفيت بعد عام 1619)، هي زوجة السلطان العثماني مراد الثالث ووالدة السلطان محمد الثالث. برزت كإحدى الشخصيات المؤثرة خلال حقبة "سلطنة الحريم"، حيث لعبت دورًا محوريًا في السياسة العثمانية وشهدت فترات حكم سبعة سلاطين على الأقل: سليمان القانوني، سليم الثاني، مراد الثالث، محمد الثالث، أحمد الأول، مصطفى الأول، وعثمان الثاني.
عقب وفاة السلطان سليم الثاني عام 1574، تولى مراد الثالث العرش، وانتقلت صفية معه إلى قصر طوب قابي، حيث حملت لقب خاصكي سلطان بعد أقل من عام، متفوقةً في المكانة على شقيقات السلطان، مثل شاه سلطان، جوهرخان سلطان، إسميهان سلطان، وفاطمة سلطان. انزعجت  نوربانو سلطان (والدة مراد) من نفوذ صفية وسعت إلى الحد من تأثيرها عبر دعم جوارٍ أخريات من الحريم.
دخلت صفية في صراع نفوذ مع حماتها نوربانو منذ عام 1577 وحتى 1580، مدعومةً من الأميرتين عائشة هماشاه سلطان وهماشاه سلطان. وبلغ هذا الصراع ذروته عام 1580، عندما نُفيت صفية إلى السراي القديم بأمر من مراد الثالث، حيث ظلت هناك حتى وفاة نوربانو في ديسمبر 1583، ليعيدها السلطان لاحقًا إلى القصر.
أصبحت صفية سلطان أقوى امرأة في الحريم بعد وفاة نوربانو، ولم تكتفِ بذلك، بل بدأت تتدخل في شؤون الدولة، مما جعلها من أكثر الشخصيات تأثيرًا خلال عهد مراد الثالث. عززت مكانتها بشكل أكبر عند تولي ابنها محمد الثالث العرش عام 1595، لتصبح الوالدة سلطان، وهو اللقب الذي منحها نفوذًا واسعًا وامتيازات مالية ضخمة، إذ كانت ميزانيتها الشخصية تعادل ثلاثة أضعاف ميزانية السلطان نفسه.
لعبت صفية سلطان دورًا بارزًا في القرارات السياسية، إذ كان ابنها محمد الثالث يعتمد على مشورتها في القضايا المهمة، ولم يكن يصدر قرارات دون موافقتها. كما توسع نفوذها ليشمل الشؤون الخارجية، فأقامت علاقات دبلوماسية مع ملوك وملكات أوروبا، أبرزهم الملكة إليزابيث الأولى ملكة إنجلترا، واتخذت سياسة داعمة لجمهورية البندقية على غرار حماتها نوربانو.
أدى تدخلها المستمر في شؤون الدولة مع مرور الوقت إلى اندلاع ثلاث ثورات كبيرة، مما جعلها مكروهة من قبل الجنود والشعب. ورغم ذلك، استمرت في الحفاظ على نفوذها حتى وفاة ابنها السلطان محمد الثالث عام 1603.

عند تولي حفيدها أحمد الأول العرش، أُرسلت صفية سلطان إلى السراي القديم في 9 يناير 1604، حيث عاشت بقية حياتها في عزلة دون أي تأثير سياسي حتى وفاتها بعد عام 1619. ودُفنت في ضريح السلطان مراد الثالث في آيا صوفيا.

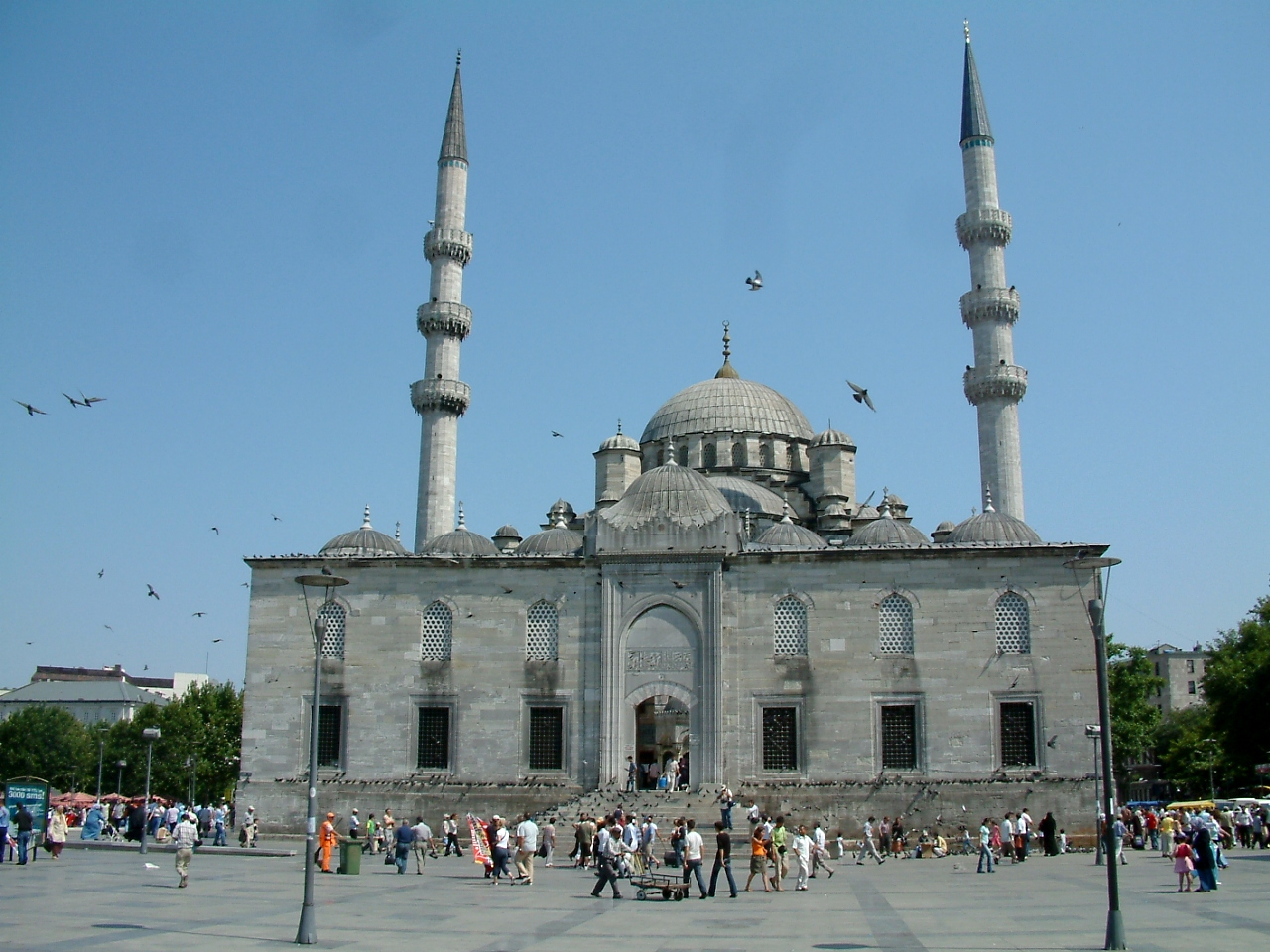
مسجد يني جامع (أي: الجامع الجديد) الذي بَنَتهُ صفية سلطان في إسطنبول، بمنطقة إمينونو.

## أبناؤها
1. السلطان محمد الثالث.(1566-1603)
2. شاه زاده محمود.(1568-1581)
3. عائشة سلطان.(1570-1605): تزوجت أولاً من إبراهيم باشا (توفي 1601) ، تزوجت ثانيًا من يميشى حسن باشا (أعدم 1603) ، تزوجت ثالثًا من جوزيلتشي محمود باشا (توفي 1606).
4. فاطمة سلطان.(1574-1620):تزوجت أولاً من بوشناق خليل باشا (ت 1603) ، تزوجت ثانياً من كافر باشا (توفي 1609) ، تزوجت ثالثاً لحزر باشا (توفي عام 1610) ، تزوجت رابعًا لمراد باشا.
5. مهرمة سلطان.(1579-?):تزوجت من أحمد أغا (توفي عام 1618) ، تزوجت لاحقًا من جركس محمد علي باشا (توفي عام 1625).
6. هوماشاه سلطان.(1564-?): تزوجت أولاً من نصار محمد باشا (توفي عام 1586) ، وتزوجت ثانياً من سردار فرهاد باشا (أعدم عام 1595).

## حياتها قبل القصر
ولدت الملكة صوفيا بيلوجى بافو عام 1550 في البندقية وهي كانت الابنة الوحيدة لعائلة غنية (والدها كان كوفو يوناردو بافو حاكم البندقية) وطبقا لذلك فانها قد تلقت تعليما جيدا للغاية، ومرت بأسمى مراحل التعليم. وقد خطفها القراصنة العثمانيين اثناء قيامها بالسياحة بالجمل في البحر الأبيض المتوسط عندما كانت في عمر الخامسة عشر. وبعدها وجدت نفسها تباع في سوق الرقيق في إسطنبول وقد اقامت صوفيا بالحرملك وتغير فيها اسمها من صوفيا إلى صفية. وذهبت إلى الأمير مراد الثالث بشعرها الأشقر، وعيونها الكبيرة، طولها، بشرتها البيضاء كل هذا جعله يعشقها من أول نظرة.

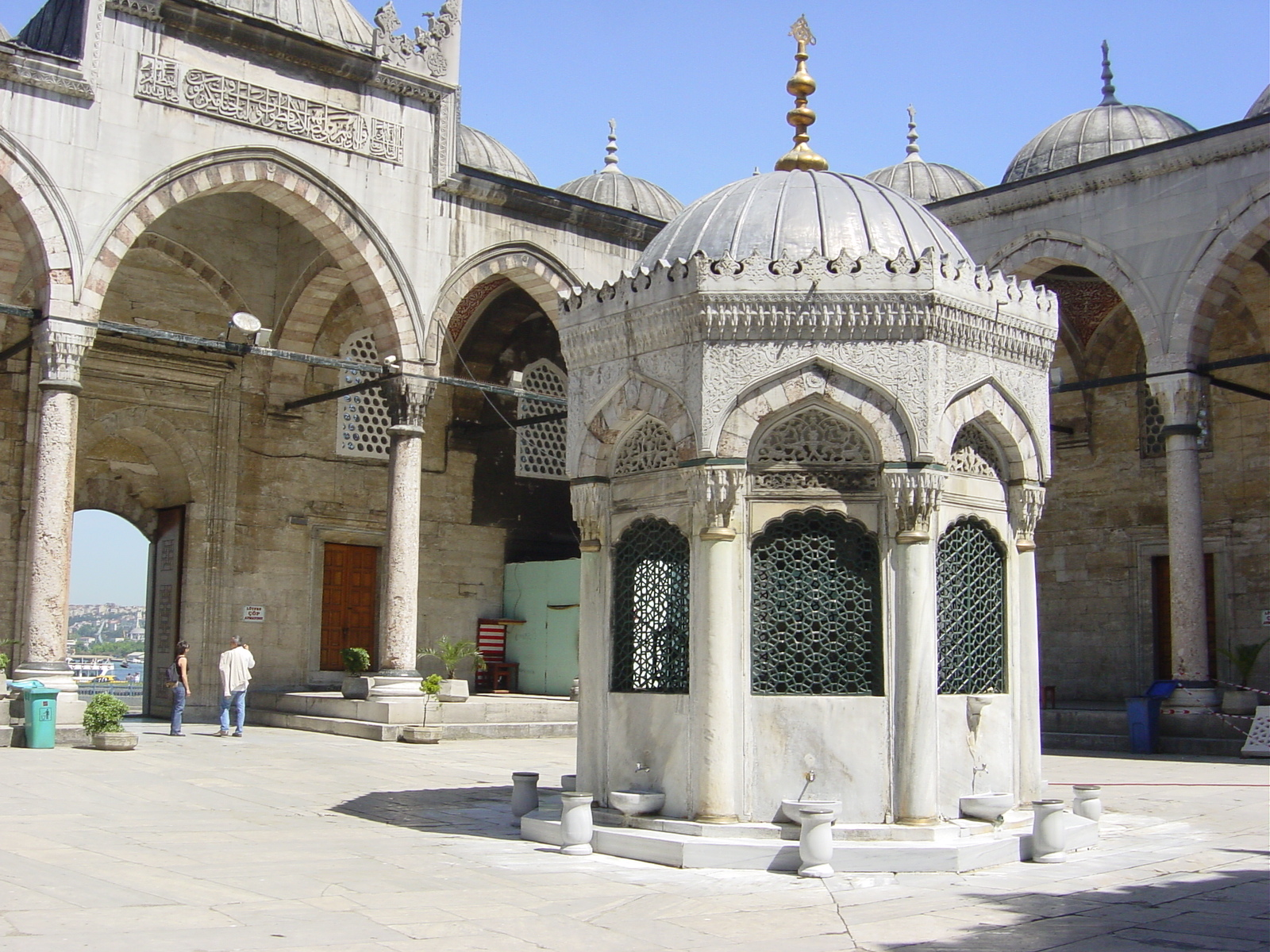
حوض ماء الوضوء (نافورة) يني جامع (الجامع الجديد)، الذي أسسته صفية سلطان وأتمه من بعدها ابنها السطان محمد الثالث ثم أتم البناء السلطانة تورهان خديجة، وهو يقع في منطقة إمينونو بإسطنبول.

## فترةالسلطنة
عندما تولى مراد الثالث الحكم أراد ان يجعلها سيدة النساء. وأصبحت صفية لها مكان بارز ومهم وذلك بسبب ذكائها بجانب جمالها البراق. وهذا النفوذ أزعج السلطانة نوربانو والدة ولى العهد الجديد وأرادت أن تخلصه منها.
وهذه المنافسة كانت بين مهرماه سلطان، أسمهان سلطان، وجيفرهان سلطان. وكانت كل يوم تقدم جارية إلى السلطان مراد وأراد أعداء صفية سلطان بتشويه سمعتها.ولكن مراد الثالث نظر إلى أعداء النجاح وحبه لصفية سلطان، واعتبارا من 1585 لم يوجد أي أعداء لها ولكن تواجد العديد من المنافسين الإناث. وهؤلاء هاسكى سلطان، شوهبان هاسكى سلطان، نزبيرفير هاكسى سلطان، شمس روهسار هاسكى سلطان، فخرية هاسكى سلطان وغيرهم الكثير كانوا من منافسيها. وقد واجهت كل المشكلات والعوائق لكى تنجح في منصبها وتحقق النصر.

## مقتل محمد باشا
وبعد وفاة سليم الثاني في 1574م تولى محمد باشا السلطة واصبح صدر اعظم الدولة العثمانية.ولكن لم يعد القوة القديمة موجودة مرة أخرى وذلك بسبب حدوث الكثير من المشاكل والخصومات مع أعدائه وخصومه.وقد وقعوا العديد من الاتفاقيات السياسية وحققوا من خلالها النجاح.
انقذ المغرب من هجمات البرتغال، وعبر عن الاثار السلبية والمشاكل فيما يخص النمسا. ولكن بدأت الضغوط تزيد تدريجيا. وقد اعدم ابن عمه بودين بايليربى وذلك بسبب الماء الخاصة بمصطفى باشا. وقد اعتقلت السلطانة صفية زوجة مراد الثالث محمد باشا في 11 أكتوبر 1579 متنكرة في زى الدراويش وبعد ذلك قتله أحد الانكشاريين بطعنة في قلبه.
أما الشخص الذي قتل الباشا فقد عمل على تفكك الدولة من جميع الاطراف ولكن على الرغم من الصراعات لم يتم انقاذه وفقد حياته في فترة وجيزة جدا. وبعد ذلك دفن في أيوب.
وبعد وفاة محمد باشا لعبت السلطانة صفية دورا هاما للغاية في إدارة شؤون الدولة في عام 1579 

## فترةالسلطنةالمصدق عليها
لعبت السلطانة صفية دور السلطانة الأم بشكل مؤثر وفعال للغاية 

## خنقالأميرمحمود
عندما جاء الأمير محمود ووالدته إلى القصر هددوا مستقبل السلطانة صفية في السلطة، ولهذا السبب قررت انها لابد ان تقضى عليه وعلى والدته، ووصلت إلى هدفها هذا، حيث أنهم وجدوا في يوم من الأيام الأمير محمود ميت مخنوقا، ولكن والدته أودعت في السجن. وهكذا حافظت السلطانة صفية على منصبها بالقضاء على من يقف أمامها.
بعد وفاة ابنها محمد الثالث ابن السلطان مراد الثالث فهذا يمنع والدته ان تتقلد منصب السلطانة الأم في القصر. وبعد وفاة ابنها محمد الثالث انتهت فترة سلطنته وانتقلت إلى سلطان اخر.

## فترة سيطرتها علىالحكم
سيطرت على الحكم في عهد ابنها السلطان محمد الثالث حيث كان يطيع امه كثيراً وسيطرت على الوزراء والفرسان حيث كانت تعزل الوزراء والاغوات والسلطان يطيعها وتركها تدير الكثير من أمور السلطنة لكن هذا لم يستمر عندما توفي ابنها السلطان محمد الثالث ونصب ابنه السلطان أحمد الاول كان من غير المناسب إن تبقى في منصب السلطانة الام في ظل وجود والدته خاندان سلطان فعزلت وتولت هاندان امور الحرملك لكن لم تكن سلطانة قوية مثل صفية فبقي نفوذها في الحرملك فقط ولم يخرج إلى أمور الدولة، لكن السلطانة صفية لا زالت تحافظ على بعض من نفوذها في أول عهد حفيدها السطان أحمد الأول ولكن ذلك لم يستمر، فقد ظهرت السلطانة كوسم زوجة السلطان أحمد خان، وقد كانت قوية وذكية أيضا بحيث تمكنت من تقليص نفوذ السلطانة صفية إلى حد الزوال.

## وفاتها
ووفاتها المنية في 10 نوفمبر 1619.ودفنت في مقبرة مراد الثالث في مسجد ايا صوفيا بأسطنبول.

## مكانتها في الثقافات
اعتبارا من عام 2015 بدء مسلسل القرن العظيم كوسم الذي يعرض في تركيا.

## الجمعياتالخيرية
أمرت السلطانة صفية بالبدء ببناء مسجد جديد في عام 1597م. ولكنها توفيت قبل أن يتم اكتمال بنائه، وقامت السلطانة تورهان خديجة باكمال بناءه بعدها. وقد أُقيم حول المسجد مقبرة السلطان، ويوجد أيضا السوق المصري. بالإضافة إلى ذلك تم بناء مسجد السلطانة صفية في القاهرة.